# باغ خیرات
باغ‌خیرات، روستایی است از توابع بخش مرکزی شهرستان ششتمد استان خراسان رضوی ایران.

## جمعیت
این روستا در دهستان بیهق قرار داشته و بر اساس سرشماری سال ۱۳۹۰ جمعیت آن ۲۷۲ نفر(۱۶۲ زن و ۱۱۰ مرد) (۱۰۸ خانوار) بوده است.

## قنات
روستای باغ‌خیرات قنات‌های زیادی دارد که از بین این قنات‌ها، قنات باغ‌خیرات و قنات سوچا معروف می‌باشند لازم است ذکر شود که در تاریخچهٔ این قنات‌ها (باغ‌خیرات و سوچا) حتی در زمان‌های خشک سالی و کم‌آبی همچنان آب داشته‌اند.

## معادن
کائولن باغخیرات
معدن کائولن باغ خیرات:
این معدن در شهرستان سبزوار، بخش هلاک آباد در طول جغرافیایی
“۱۵’۳۶°۵۷ و عرض جغرافیایی “۲۵’۵۶°۳۵ واقع شده است.
راه‌های دسترسی به معدن شامل ۱۰ کیلومتر در مسیر جاده قدیم آسفالته سبزوار ـ بردسکن و ۵ کیلومتر در مسیر جاده خاکی هلاک آباد به روستای آشیان قراردارد.
فاصله این معدن از مرکز استان (مشهد) ۲۶۴ کیلومتر، از سبزوار ۳۰ کیلومتر و از روستای هلاک آباد ۵ کیلومتر است.
تشکیلات محدوده معدن را تشکیلات رسوبی و آذرین با سن کرتاسه فوقانی تا ائوسن میانی شامل می‌گردد. این تشکیلات از جنوب به شمال شامل توده گرانیتی با شکل ظاهری سفید رنگ و سکه‌های سیاه رنگ شامل کانی‌های کوارتز ـ فلدسپات ـ بیوتیت و کلریت می‌باشد.
این گرانیت مهم‌ترین عامل تشکیل دهنده خاک صنعتی در محدوده معدن می‌باشد. دومین تشکیلات موجود در منطقه آندزیت‌های سبز تیره با مورفولوژی تپه ماهوری و شکستگی‌های فراوان اشغال نموده است. با توجه به گستردگی باند آلتراسیون این فرضیه که عامل آلتراسیون یک عامل هیدروترمالی بوده است را تقویت می‌نماید. مهم‌ترین باند اقتصادی موجود در منطقه باند آلتراسیون می‌باشد.
فرمول شیمیایی ماده معدنی Al2o3 2Sio2 2H2o می‌باشد که ژنز آن هیدروترمال است. جنس سنگ میزبان گرانیت به سن کرتاسه فوقانی می‌باشد.
عملیات اکتشافی صورت گرفته در محدوده معدن شامل ۶۰۰ متر مربع حفر ترانشه و ۳۰۰ متر گشایش پیشکار اکتشافی می‌باشد.
بر اساس عملیات‌های صورت گرفته ذخیره احتمالی معدن بالغ بر ۳۰۰ هزار تن برآورد شده است. معدن دارای امکاناتی از قبیل آب و برق و ۳۰ متر ساختمان کارگری می‌باشد.
تجهیزات فنی معدن شامل:
وانت یک دستگاه
تراکتور یک دستگاه
موتور برق یک دستگاه
تعداد افراد شاغل در این معدن سه نفر شامل یک نفر کارشناس معدن، یک نفر کارکنان اداری، و یک نفر تکنسین و کارگر فنی می‌باشد.
میزان استخراج سالانه معدن ۴ هزار تن در سال می‌باشد.

## مشکلات زیست‌محیطی ایجاد شده در این منطقه
متأسفانه در سال‌های اخیر در طی خشک سالی‌های پی در پی، اهالی روستای باغخیرات و بیزخ بدون هیج مجوزی، ایجاد به سد زیرزمینی در منطقه کوه میش کرده‌اند، که علاوه بر قطع درختان زیادی در این منطقه، منجر به کم‌آب شدن قنات‌های پایین دست شده است. مهم‌ترین مشکل ایجاد این سد زیرزمینی؛ قطع درختان چند ساله بود که هنوز هم آثار تنه این درختان در منطقه وجود دارد و باعث از بین رفتن اکوسیستم‌های زیادی در این منطقه شده است.